# Avron (métro de Paris)
Pour les articles homonymes, voir Avron.
Avron est une station de la ligne 2 du métro de Paris, située à la limite des 11e et 20e arrondissements de Paris.

## Situation
La station est implantée à la limite administrative entre le quartier Sainte-Marguerite à l'ouest et le quartier de Charonne à l'est. Elle se trouve sous le boulevard de Charonne, à l'intersection avec la rue d'Avron d'une part et la rue de Montreuil d'autre part. Approximativement orientée selon un axe nord-sud, elle s'intercale entre la station Alexandre Dumas et le terminus oriental de Nation, tout en étant géographiquement très proche de la station Buzenval, située sur la ligne 9.

## Histoire
La station est ouverte le 2 avril 1903 avec la mise en service du dernier tronçon de la ligne 2 Nord, entre le terminus provisoire de Bagnolet (aujourd'hui Alexandre Dumas) et le terminus définitif de Nation. Cette ligne deviendra plus simplement la ligne 2 le 17 octobre 1907, à la suite de l'absorption de la ligne 2 Sud (section de l'actuelle ligne 6) par la ligne 5 le 14 octobre précédent.
La station doit sa dénomination à sa proximité avec la rue d'Avron, ainsi nommée en tant que section d'un chemin qui conduisait historiquement au plateau d'Avron, à l'est de Paris.
Dans le cadre du programme « Renouveau du métro » de la RATP, l'ensemble de la station fait l'objet d'une rénovation intégrale, dont les travaux s'achèvent le 9 décembre 2005.
Le 16 juillet 2018, une partie des plaques nominatives de la station sont provisoirement remplacées afin de célébrer la victoire de l'équipe de France à la Coupe du monde de football de 2018, comme dans cinq autres stations sur le réseau. Par jeu de mots, Avron est humoristiquement renommée « Nous Avron gagné » (le préfixe et le suffixe figurant en caractères plus réduits que le nom d'origine).
La RATP récidive le 1er avril 2024 afin de faire un poisson d'avril le temps d'une journée, tout en mettant les Jeux olympiques et paralympiques d'été de 2024 à l'honneur, comme dans treize autres stations. Avron devient ainsi « Aviron » sur le quai en direction de Porte Dauphine et « Para Aviron » sur le quai opposé pour Nation, en référence aux épreuves d'aviron et de para aviron.

## Services aux voyageurs

### Accès
La station dispose d'un unique accès intitulé « Boulevard de Charonne », débouchant à l'extrémité sud de l'allée Maria-Doriath sur le terre-plein central du boulevard précité, face au no 35. Constitué d'un escalier fixe, il est agrémenté d'un édicule Guimard, lequel fait l'objet d'une inscription au titre des monuments historiques par l'arrêté du 29 mai 1978, protection renouvelée le 12 février 2016.

Accès à la station
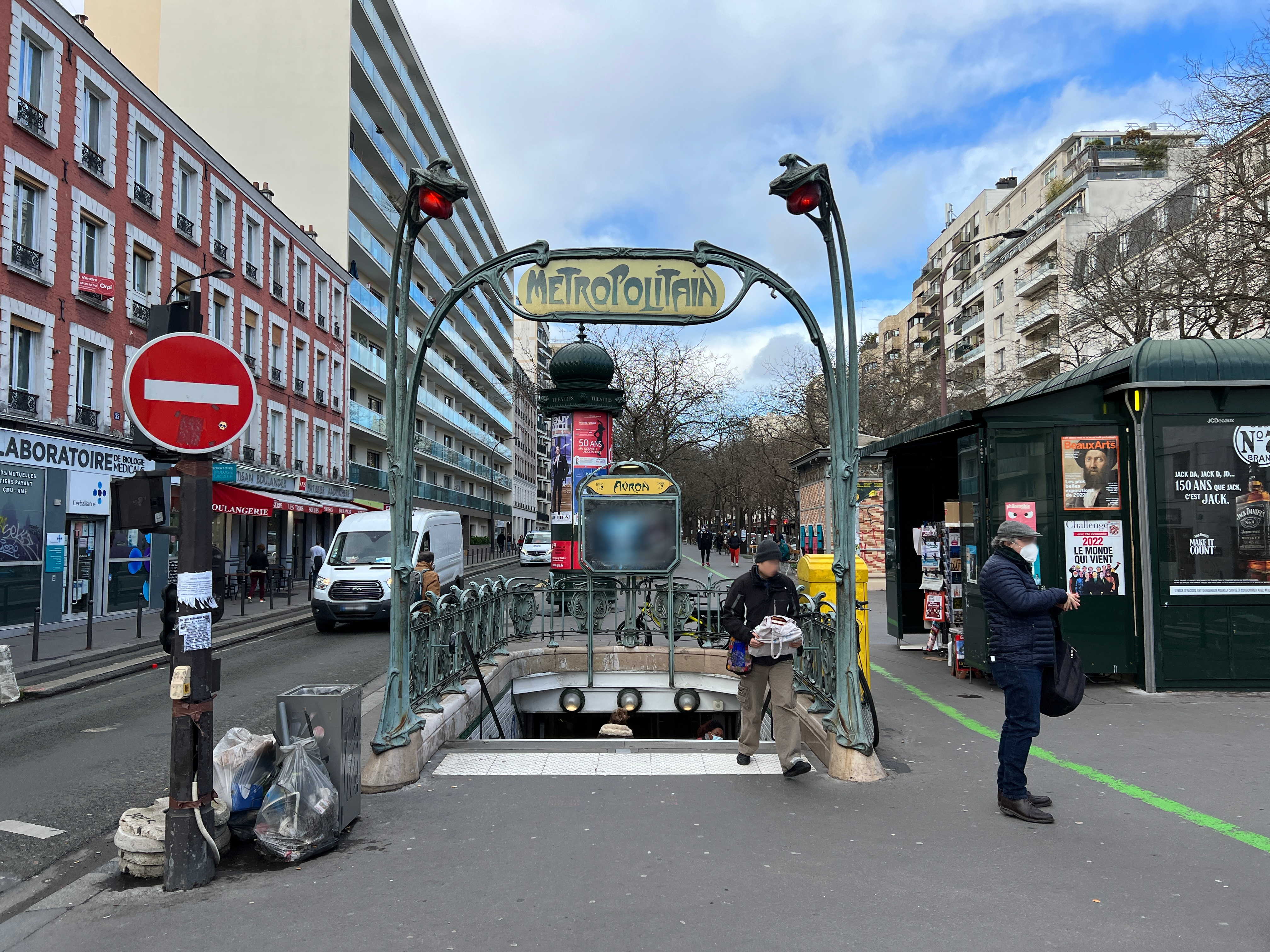
L'unique entrée de la station.
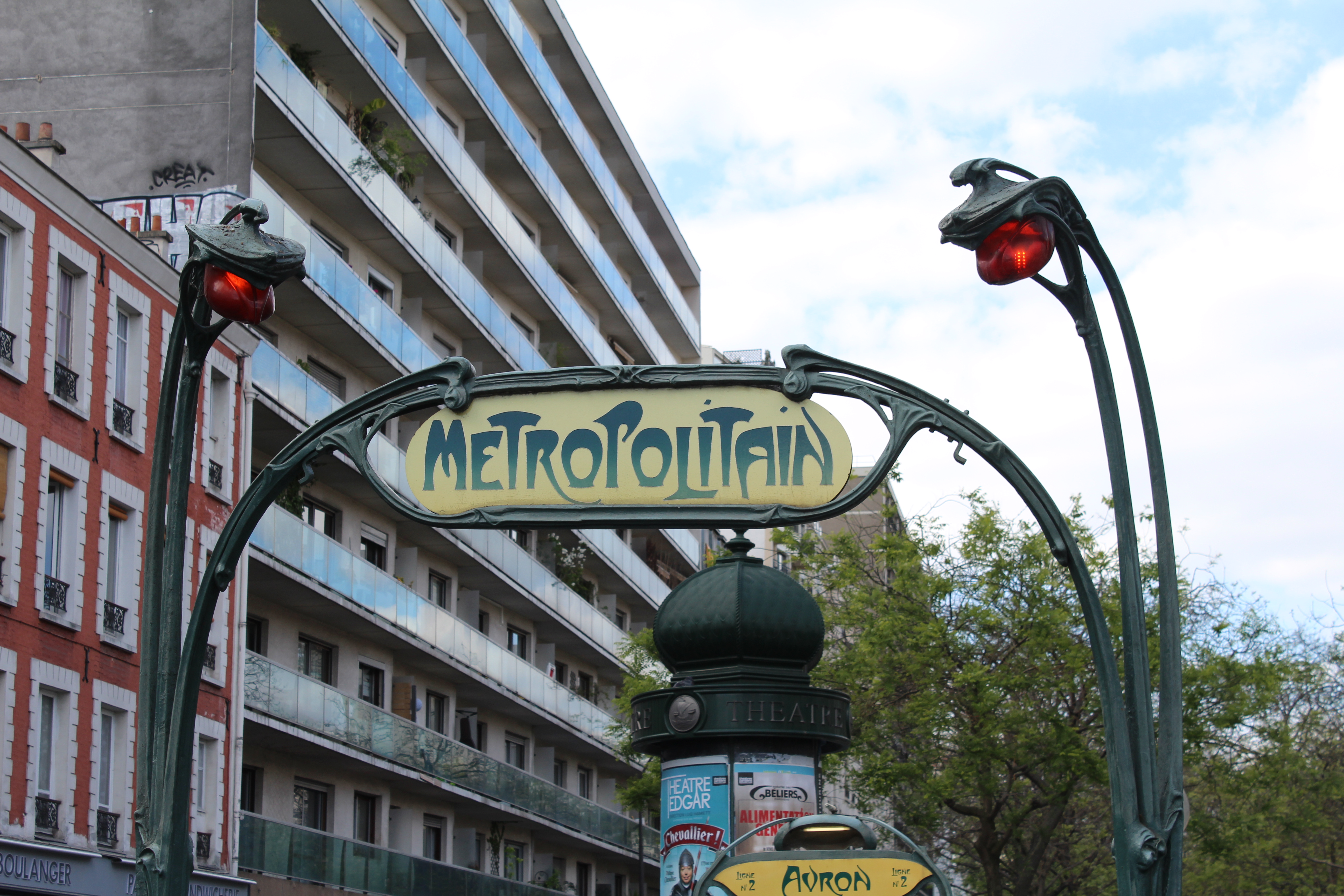
Détail du portique de l'édicule Guimard.

### Quais
Avron est une station de configuration standard pour le métro de Paris : elle possède deux quais, d'une longueur conventionnelle de 75 mètres, séparés par les voies du métro situées au centre et la voûte est elliptique. La décoration est une variante du style utilisé pour la majorité des stations du métro : les carreaux en céramique blancs biseautés recouvrent les piédroits, la voûte, ainsi que les tympans, tandis que l'éclairage est assuré par deux bandeaux-tubes suspendus. Les cadres publicitaires sont métalliques et le nom de la station est inscrit en police de caractères Parisine sur des plaques émaillées. Les sièges de style « Motte » sont de couleur bleu foncé.

Quais de la station
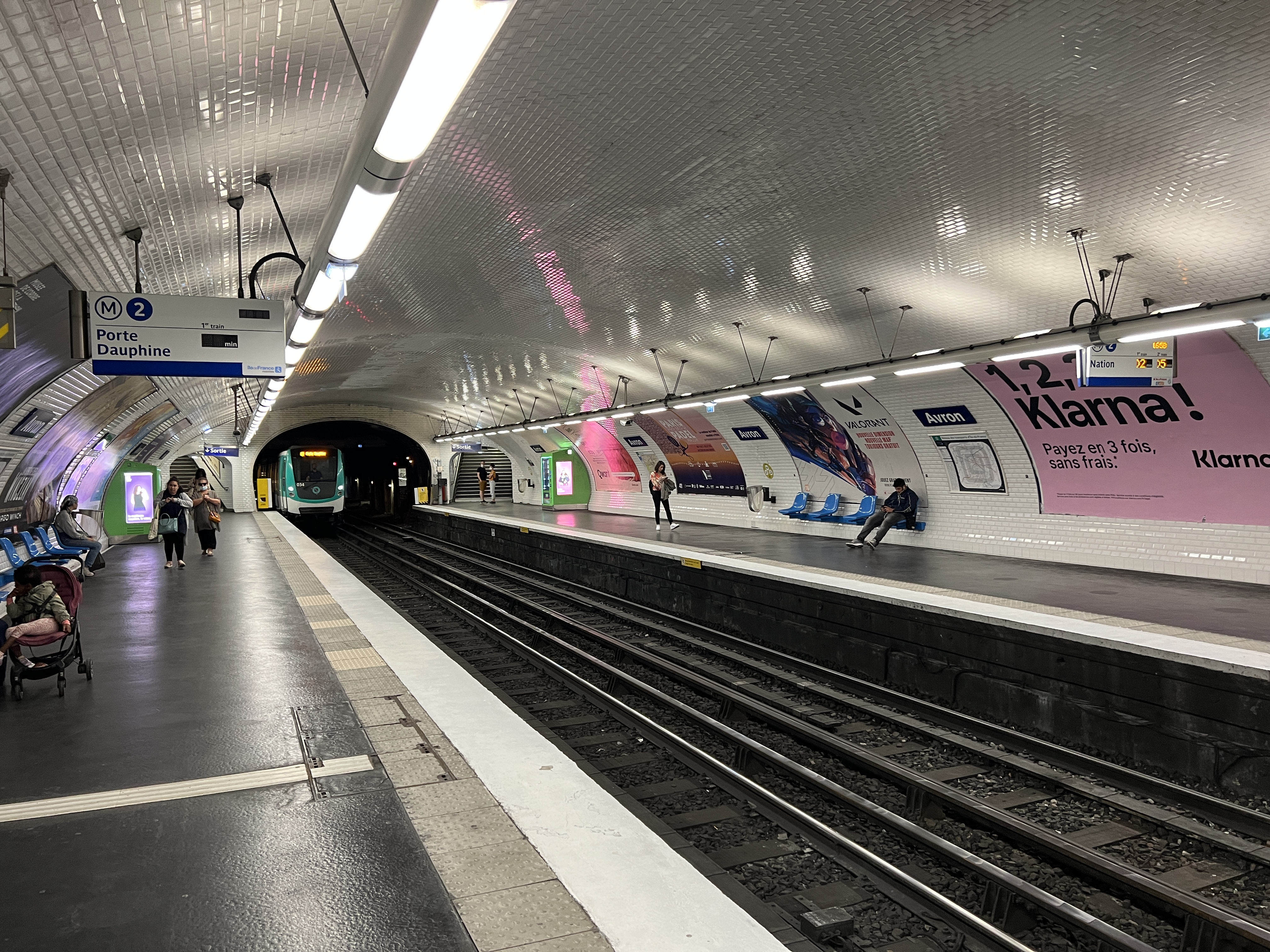
Les quais de la station, vus en direction de Nation.
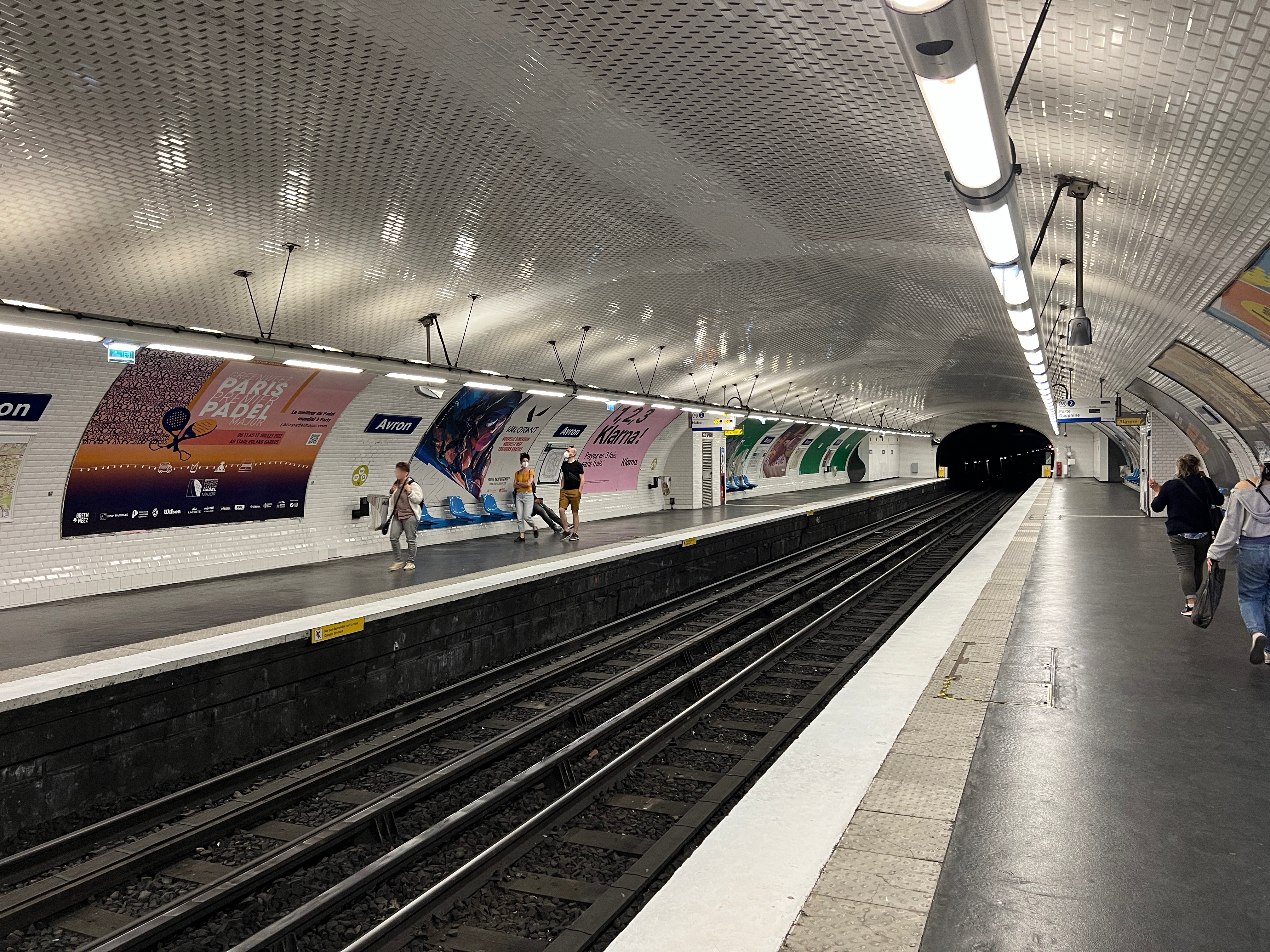
Vue des quais en direction de Porte Dauphine.
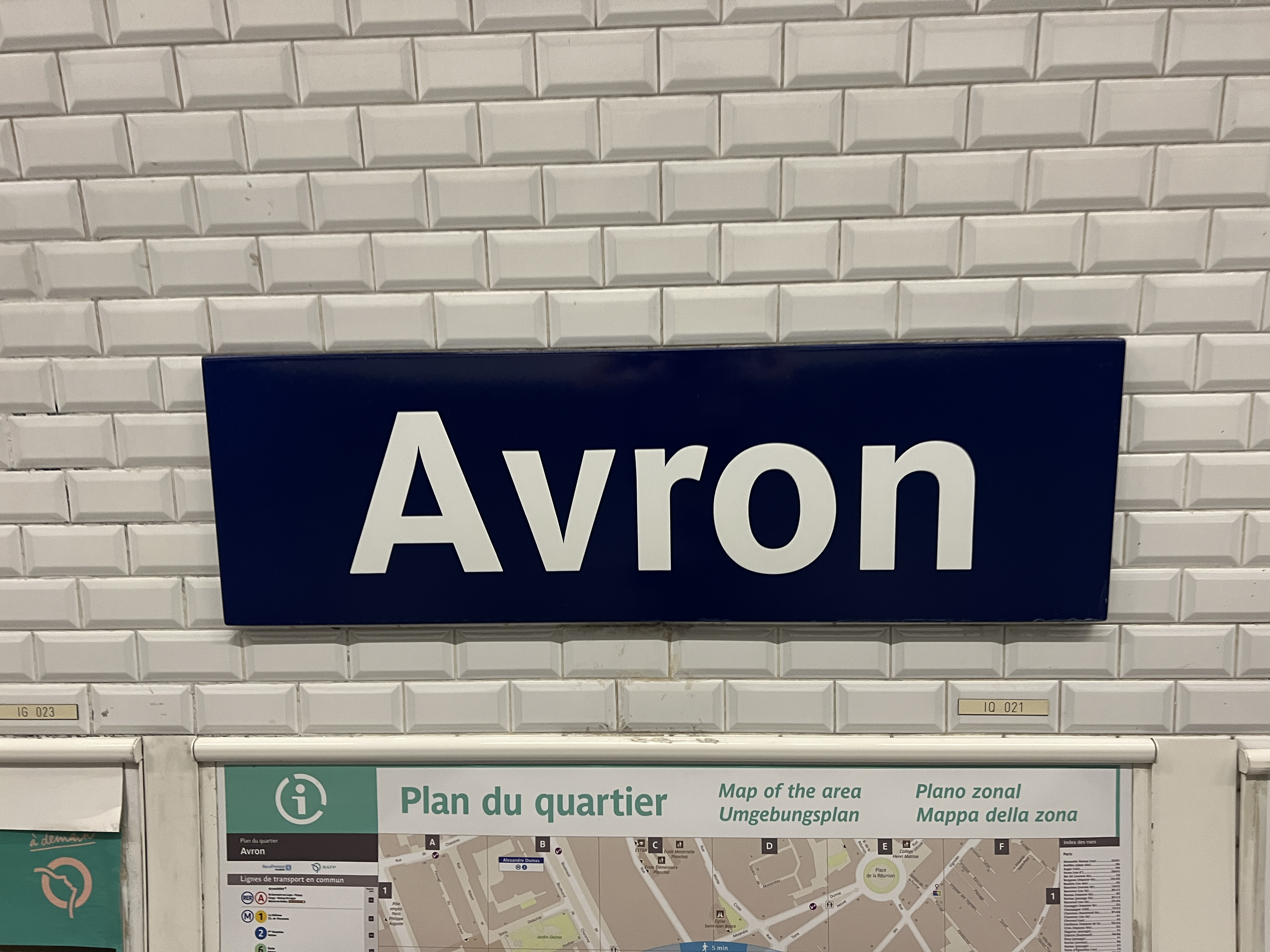
Plaque émaillée indiquant le nom de la station.

### Intermodalité
La station est desservie par la ligne 57 du réseau de bus RATP.

## Fréquentation
Nombre de voyageurs entrés à cette station :
| Année                      | 2013      | 2014      | 2015      | 2016      | 2017      | 2018      | 2019      | 2020      | 2021      |
| -------------------------- | --------- | --------- | --------- | --------- | --------- | --------- | --------- | --------- | --------- |
| Nombre de voyageurs par an | 1 907 820 | 1 916 547 | 1 958 808 | 1 925 980 | 1 960 775 | 2 038 056 | 1 871 024 | 1 034 013 | 1 345 521 |
| Rang                       | 252e      | 253e      | 253e      | 256e      | 255e      | 256e      | 255e      | 238e      | 248e      |
| Nombre de stations         | 302       | 302       | 302       | 302       | 302       | 302       | 302       | 304       | 304       |

## À proximité
- Square Émily-Dickinson
- Consulat général d'Algérie